# یاکونووکو
یاکونووکو (به لاتین: Jakunówko) یک روستا در لهستان است که در گمینا پوززدژه واقع شده‌است. یاکونووکو ۲۸۰ نفر جمعیت دارد.